# 両様兼帯
両様兼帯（りょうようけんたい）とは、鎌倉時代において本補地頭が新補率法に基づいて得分（収益）を得ようとする行為のこと。本新兼帯（ほんしんけんたい）とも。
新補率法とは、元来承久の乱の戦後処理によって新たに任命された新補地頭（新恩地頭）のうち、地頭の得分の配分が無いあるいは形だけの軽微な荘園に対して施行された得分の配分割合を定めたものであり、承久の乱以前から置かれていた本補地頭や既に一定の得分配分の先例が確立されている新補地頭には適用されないものであった。だが、後に本補地頭と新補地頭を兼ねていた地頭の中で、新補地頭の新補率法に合わせて本補地頭の得分配分を引き上げようとする者が現れた。これを両様兼帯（本補地頭でありながら新補率法を採用する）と呼んだ。
鎌倉幕府はこうした両様兼帯行為を禁じていたが、実際には訴訟に発展した例もある（『吾妻鏡』建長2年5月28日条）。だが、地頭職の移動などで次第に本補地頭と新補地頭の区別が曖昧となってきた鎌倉時代末期には、両様兼帯がうやむやのうちに行われるようになっていった。